# Hydrodynastes melanogigas
Espèce
Hydrodynastes melanogigas  est une espèce de serpents de la famille des Dipsadidae.

## Répartition
Cette espèce est endémique du Tocantins au Brésil.

## Description
C'est un serpent venimeux.

## Publication originale
- Franco, Fernandes & Bentim, 2007 : A new species of Hydrodynastes Fitzinger, 1843 from central Brazil (Serpentes: Colubridae: Xenodontinae). Zootaxa, no 1613, p. 57–65.